# ۱۸۳۶ (میلادی)
۱۸۳۶ (میلادی) هزار و هشتصد و سی و ششمین سال تقویم میلادی است.

## زادگان
- ۷ سپتامبر – هنری کمپل-بانرمن، سیاست‌مدار بریتانیایی (د. ۱۹۰۸)
- ۱۸ فوریه – راماکریشنا، فیلسوف هندی (د. ۱۸۸۶)
- ۲۴ فوریه – وینسلو هومر، نقاش آمریکایی (د. ۱۹۱۰)

## درگذشتگان
- ۶ نوامبر - شارل دهم، پادشاه فرانسه
- ۱۰ ژوئن – آندره-ماری آمپر، فیزیک‌دان، ریاضی‌دان، و مهندس فرانسوی (ز. ۱۷۷۵)
- ۲۸ ژوئن – جیمز مدیسون، دیپلمات، فیلسوف، نویسنده، و سیاست‌مدار آمریکایی (ز. ۱۷۵۱)
- ۲۱ اوت – کلود-لویی ناویه، فیزیک‌دان، اقتصاددان، ریاضی‌دان، و مهندس فرانسوی (ز. ۱۷۸۵)
- ۱۴ سپتامبر – آرون بور، سیاست‌مدار و وکیل آمریکایی (ز. ۱۷۵۶)
- ۵ نوامبر – کارل هینک ماخا، نویسنده و شاعر اهل جمهوری چک (ز. ۱۸۱۰)